# 716 до н. е.

## Події
Фараон XXV династії Шабака сходить на трон.